# 火车大劫案 (1903年电影)
《火车大劫案》（英語：The Great Train Robbery）是一部1903年的美国无声西部电影，由埃德温·S·波特导演和制片。这部10分钟的影片被视为影史上的一座里程碑，运用了一系列创新的技术，包括镜头运动和外景拍摄等，是最早使用交叉剪辑的电影。1990年，《火车大劫案》因其在“文化、历史和审美方面的显著成就”，被美国国会图书馆列入国家电影登记部下属的国家电影保存委员会保护电影名单。